# شلی تامپسون (بازیکن فوتبال)
شلی تامپسون (انگلیسی: Shelley Ann Thompson زادهٔ ۸ فوریهٔ ۱۹۸۴ در لانگنفلد یک بازیکن فوتبال در پست مهاجم اهل آلمان است. وی در پست مهاجم بازی می‌کرد. اصلیت او آفریقای جنوبی و زیمبابوه است.

## باشگاهی
بین سال‌های ۲۰۰۱ تا ۲۰۱۳ او در چندین باشگاه فوتبال آلمان در بوندس‌لیگا و همچنین تیم آتلانتا بیت و دانشگاه ریجیز رنجرز (دنور کلرادو) نیز بازی می‌کرد.

## تیم ملی
وی یک گل در دو بازی که برای تیم ملی فوتبال زنان آلمان انجام داد به ثمر رساند.

## افتخارات
- گلزن برتر بوندس‌لیگا: ۲۰۰۵
- گلزن برتر مسابقات فوتبال زیر ۱۹ سال زنان اروپا: ۲۰۰۳